# Cosmopterix zieglerella
Cosmopterix zieglerella là một loài bướm đêm thuộc họ Cosmopterigidae. Nó được tìm thấy ở hầu hết châu Âu (ngoại trừ Ireland và bán đảo Balkan) phía đông đến Nhật Bản.
Sải cánh dài 8–11 mm. Con trưởng thành bay vào tháng 6 và tháng 7.
Ấu trùng ăn Humulus lupulus. Chúng ăn lá nơi chúng làm tổ.

## Hình ảnh

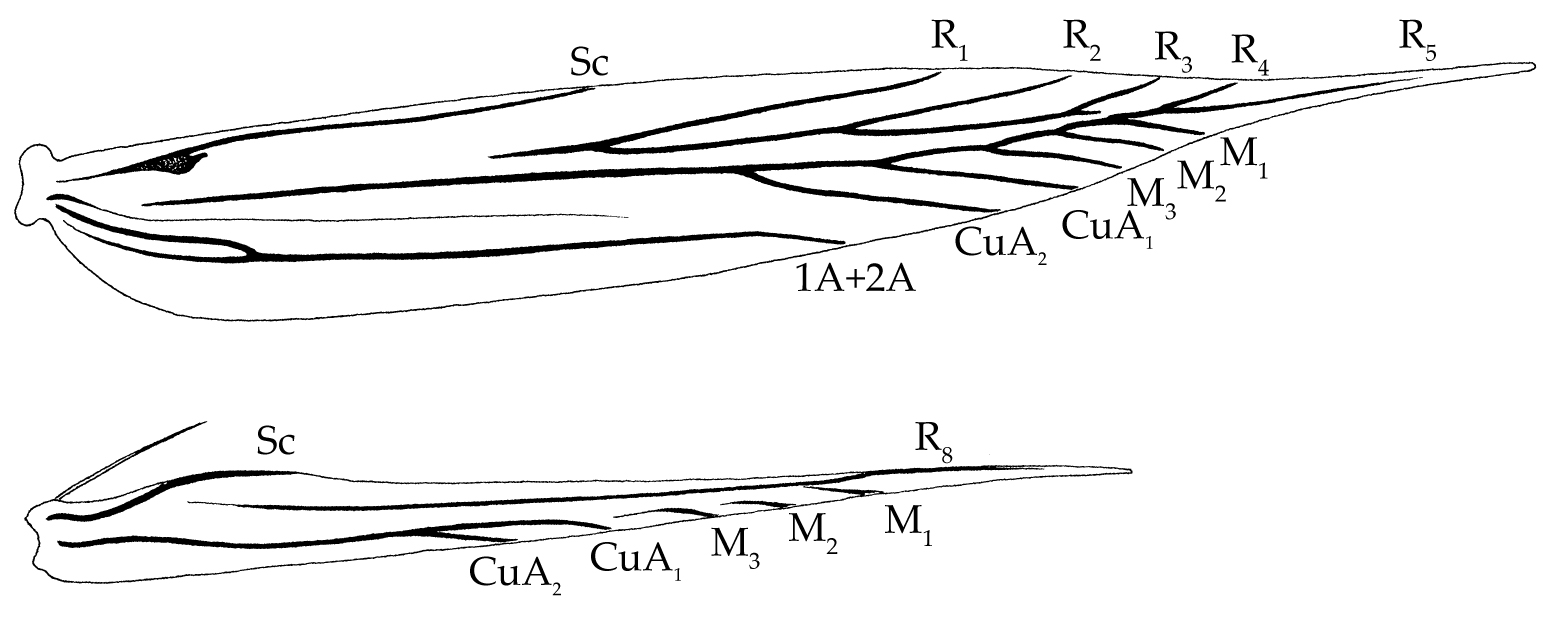